# 인디안 항공 814편
인디안 항공 814편 또는 IC 814은 인디안 항공 에어버스 A300으로 1999년 12월 24일 하카툴 무자헤딘(Harkat-ul-Mujahideen) 회원 5명에 의해 납치되었다. 카트만두에서 델리로 향하던 여객기는 IST 약 16시 53분경 인도 영공에 진입한 직후 인계를 받았다. 항공기에는 승객 179명, 승무원 11명(데비 샤란 선장, 부기장 라인더 쿠마르(Rajinder Kumar), 비행 엔지니어 아닐 쿠마르 자가아(Anil Kumar Jaggia) 포함) 등 총 190명이 탑승했다.
항공기는 암리차르, 라호르, 두바이로 비행했다. 두바이에 있는 동안 납치범들은 승객 27명과 납치범들에게 여러 차례 찔린 남성 인질의 시신을 석방했다. 이후 12월 25일 납치범들은 항공기를 아프가니스탄의 칸다하르에 강제로 착륙시켰다. 당시 칸다하르 공항을 포함한 아프가니스탄 대부분은 탈레반의 통제하에 있었다. 외부 개입은 항공기를 둘러싸고 있는 탈레반 병사들과 파키스탄 정보부 소속 장교 두 명의 존재로 인해 방해를 받았다.
이틀 간의 내부 논의 끝에 12월 27일 인도 정부는 내무부 소속의 비벡 카트주(Vivek Katju)가 이끄는 협상팀을 파견했으며, 여기에는 아지트 도발(Ajit Doval)과 C.D. 사하이. 납치의 동기는 인도에서 테러 혐의로 수감된 다양한 수감자들의 석방을 확보하는 것이 었다. 이번 납치는 알카에다와 연계된 테러리스트들이 1999년 말과 2000년 초에 벌인 밀레니엄 공격 계획의 일부로 간주된다. 며칠간의 협상 끝에 인도는 인질을 대신해 테러 혐의로 투옥된 아흐메드 오마르 사이드 셰이크, 마수드 아자르, 무슈타크 아흐메드 자르가르 등 세 사람을 석방하기로 합의했다.
인질 위기는 인도 정부가 수감자 3명을 탈레반에 넘겨준 뒤 승객과 승무원이 석방된 12월 31일 끝났다. 전직 수감자 3명과 납치범이 체포될 것이라는 인도의 기대에도 불구하고 이들은 파키스탄 국경으로 추방됐다가 풀려났으며 이후 2001년 인도 의회 테러, 2002년 납치 사건, 다니엘 펄(Daniel Pearl) 살해, 2016 파탄코트(Pathankot) 공격 및 2019 풀와마(Pulwama) 공격 등 테러 관련 사건에 연루된 혐의를 받고 있다. 인도 중앙수사국(CBI)은 이 사건과 관련해 10명(납치범 5명을 포함해 7명 행방불명)을 기소했는데, 그 중 2명만이 유죄판결을 받고 종신형을 선고받았다.

## 같이 보기
- 에어 인디아 182편 폭파 사건